# Horní Pole

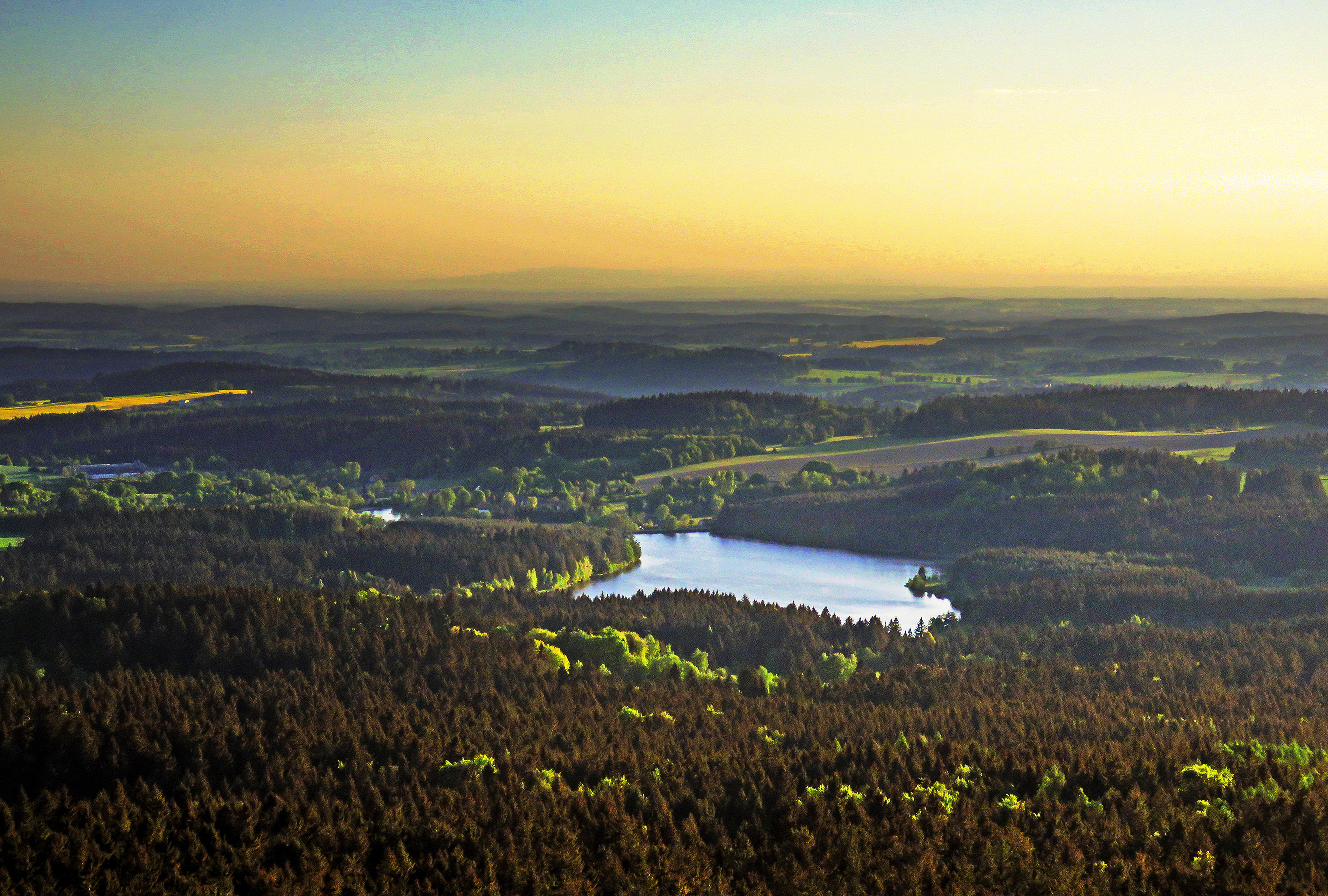
Blick von der Javořice auf Horní Pole und den Teich Karhov

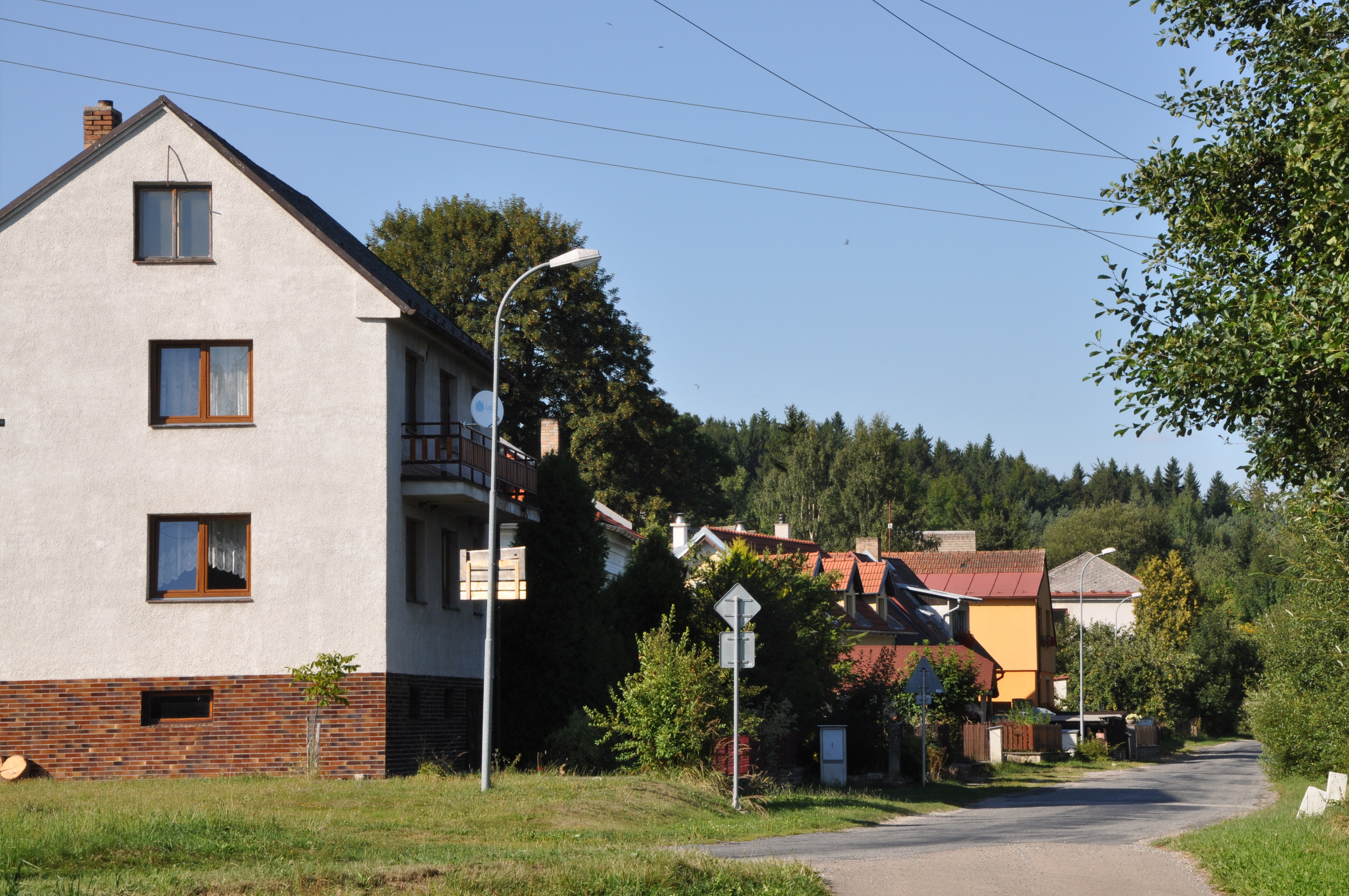
Häuser am Teich Zlatuška

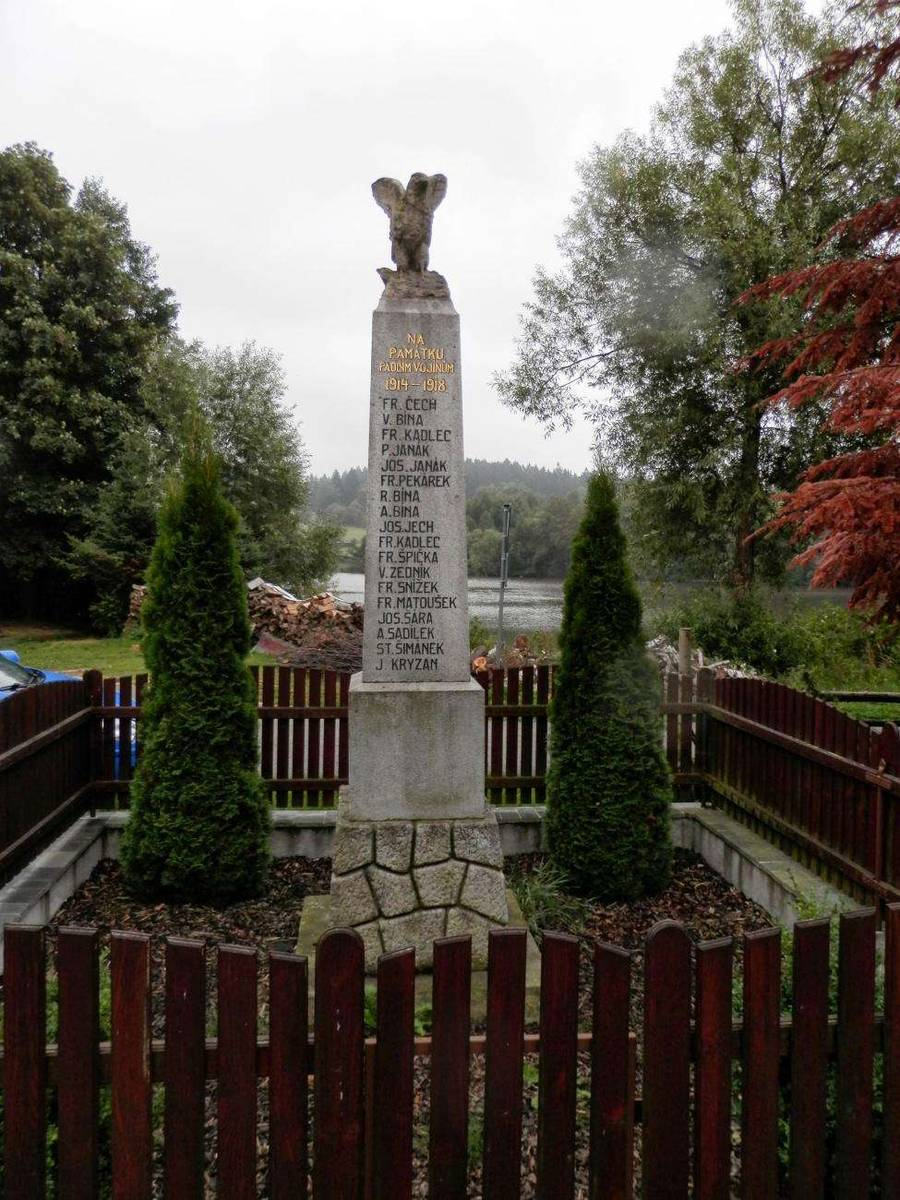
Kriegerdenkmal

Horní Pole (deutsch Oberfeld) ist ein Ortsteil der Gemeinde Studená (Studein) in Tschechien. Er liegt acht Kilometer südöstlich von Počátky (Potschatek) und gehört zum Okres Jindřichův Hradec.

## Geographie
Das Straßendorf Horní Pole befindet sich am Fuße der Jihlavské vrchy (Iglauer Berge) im Tal des Baches Studenský potok, der in der Gemarkung in drei größeren Teichen – dem Karhov bzw. Karhof, dem Pilný rybník und der Zlatuška – gestaut wird. Nördlich erhebt sich der Stříbrný vrch (760 m n.m.), im Nordosten der Velký skalní vrch (786 m n.m.) und die Javořice (Jaborschützberg, 837 m n.m.), östlich der Za Vrškem (736 m n.m.) sowie im Nordwesten der V Kopcích (728 m n.m.). Horní Pole liegt im Naturpark Javořická vrchovina. 
Nachbarorte sind Býkovec und Klatovec im Norden, Planiště im Nordosten, Světlá im Osten, Mrákotín, Hamry und Horní Bolíkov im Südosten, Studená im Süden, Horní Dvorce und Nový Svět im Südwesten, Domašín im Westen sowie Perka, Blatiny bzw. Rusko und Panské Dubenky im Nordwesten.

## Geschichte
Die erste urkundliche Erwähnung von Hornipol erfolgte 1364, als die Brüder Rosenberg als Vormünder der minderjährigen Kinder des Heinrich II. von Neuhaus das Dorf zusammen mit Bolikow für 140 Schock und 45 Groschen dem Burggrafen von Rosenstein, Martin Hlaváč von Mutice, verkauften. Später bildete Hornipole ein landtäfliges Gut, als dessen Besitzer 1376 Wiker von Radkow erwähnt wurde. Dieser veräußerte das Gut 1385 an Chwal von Radkow. Im Jahre 1406 erwarb Johann von Dubenek auf Herrndubenky das Dorf Hornipole von Mareš von Hornipol. Im Jahr darauf nahm er den Priester Paul von Miličin in Gütergemeinschaft auf seine Güter Herrndubenky, Studein und Hornipole. 1447 tauschte Johann von Lipnik das Dorf Herrndubenky bei Wenzel von Sedlejow und Leskowetz gegen Hornipole ein. Johann von Lipnik vererbte die Güter Hornipole und Willimetsch 1452 an die Brüder Johann Mareš und Wenzel von Hoditz. Im Jahre 1466 ließ Johann Mareš von Hoditz das Gut Hornipole dem Wenzel von Mareyz intabulieren. Dieser hinterließ um 1520 das Schloss und Dorf Hornipole mit den zugehörigen Dörfern Lexnitz und Marquaretz sowie Anteilen von Böhmisch Rudoletz und Woleschna seinem Enkel Ulrich Oseczansky von Oseczan. Im Jahre 1560 kaufte Zacharias von Neuhaus Horní Pole für 1900 Schock Groschen von Ulrich Oseczansky und Georg Czelaud von Palowitz und schlug das Dorf einschließlich der Teiche und einer Brettsäge seiner Herrschaft Teltsch zu. Die Niedere Gerichtsbarkeit oblag ab 1580 dem Erbrichter von Sumrakov. Nach dem Tod des letzten männlichen Nachkommen der Herren von Neuhaus, Joachim Ulrich von Neuhaus, erbte dessen Besitzungen 1604 seine Tochter Lucie Ottilie, die seit 1602 mit Wilhelm Slawata verheiratet war. Mit dem Erlöschen des Grafengeschlechts der Slavata von Chlum und Koschumberg fiel Oberfeld als Teil der Herrschaft Teltsch 1702 an Franz Anton von Liechtenstein-Kastelkorn, dessen gleichnamiger Enkel die Herrschaft 1754 an Alois Podstatský von Prusinowitz vererbte. Im Jahre 1791 lebten in den 25 Häusern von Oberfeld / Hornipole 180 Personen. Zum Dorf gehörten 150 Joch mäßiges Ackerland sowie einige Wiesen, Hutweiden und Waldstücke. Zu Beginn des 19. Jahrhunderts ordneten die Grafen Podstatský von Prusinowitz das Dorf der mit Teltsch verbundenen Herrschaft Studein zu. 
Im Jahre 1835 bestand das im Iglauer Kreis gelegene Dorf Oberfeld bzw. Hornj pole aus 29 Häusern mit 224 mährischsprachigen Einwohnern, darunter drei Protestanten Helvetischen und einem Augsburgischen Bekenntnisses. Im Ort gab es zwei Mühlen. Katholischer Pfarr- und Schulort war Studein. Bis zur Mitte des 19. Jahrhunderts blieb das Dorf der Allodialherrschaft Studein untertänig, Besitzer waren die Grafen von Podstatzky-Liechtenstein.
Nach der Aufhebung der Patrimonialherrschaften bildete Horní Pole / Oberfeld ab 1849 eine Gemeinde im Gerichtsbezirk Teltsch. Ab 1869 gehörte Horní Pole zum Bezirk Datschitz. Zu dieser Zeit hatte das Dorf 210 Einwohner und bestand aus 30 Häusern. 1899 eröffnete eine einklassige Dorfschule. Im Jahre 1900 lebten in Horní Pole 264 Personen, 1910 waren es 266. Nach dem Zusammenbruch der k.k. Monarchie wurde das Dorf 1918 Teil der neu gebildeten Tschechoslowakei. Beim Zensus von 1921 lebten in den 48 Häusern der Gemeinde Horní Pole / Oberfeld 256 Tschechen. Im Jahre 1930 bestand Horní Pole aus 48 Häusern und hatte 234 Einwohner. Zwischen 1939 und 1945 war die Gemeinde Teil des Protektorats Böhmen und Mähren. Nach dem Ende des Zweiten Weltkrieges wurde Horní Pole wieder Teil der Tschechoslowakei. Die Elektrifizierung des Dorfes erfolgte 1946. Im Jahre 1949 wurde die Gemeinde dem Okres Třešť zugeordnet. 1950 lebten in den 53 Häusern von Horní Pole 205 Personen. 1961 erfolgte die Umgliederung in den Okres Jindřichův Hradec. Im Jahre 1970 hatte Horní Pole 142 Einwohner. 1972 wurde die Schule in Horní Pole geschlossen und die Kinder nach Studená umgeschult. Zum 1. Januar 1976 erfolgte die Eingemeindung nach Studená. Im Jahre 1991 lebten in den 49 Wohnhäusern von Horní Pole 93 Personen. Beim Zensus von 2011 bestand das Dorf aus 58 Häusern und hatte 74 Einwohner. 

## Ortsgliederung
Zu Horní Pole gehört die Einschicht Blatiny bzw. Rusko. Der Ortsteil bildet einen Katastralbezirk.

## Sehenswürdigkeiten
- Hölzerner Glockenbaum im Ortszentrum
- Denkmal der Gefallenen des Ersten Weltkrieges, neben dem Glockenbaum
- Mehrere Wegkreuze

## Schutzgebiete
- Nationales Naturdenkmal Zhejral, im nördlichen Teil der Gemarkung am Teich Karhov
- Trinkwasserschutzgebiet 1. Stufe um den Teich Karhov